# Lijst van leden van de Electric Railway Presidents' Conference Committee
De Electric Railway Presidents' Conference Committee was een samenwerkingsverband van diverse Noord-Amerikaanse trambedrijven. Sinds 1929 werkten zij samen met de industrie om het openbaar vervoer per tram te verbeteren. Een van de resultaten was de PCC-tram.
De volgende vervoersbedrijven waren bij de Electric Railway Presidents' Conference Committee betrokken:
- The Baltimore Transit Co.
- Birmingham Electric Company
- Boston Elevated Railway Company
- Brooklyn & Queens Transit Corp.
- Capital Transit Co. (Washington, D. C.)
- Chicago Rapid Transit Company
- Chicago Surface Lines
- Cincinnati & Lake Erie Railroad Company
- The Cleveland Railway Company
- Honolulu Rapid Transit Co. Ltd.
- Houston Electric Company
- Los Angeles Railway Corp.
- Louisville Railway Company
- The Memphis Street Railway Company
- The Milwaukee Electric Railway & Light Company
- Montreal Tramways Co.
- New Orleans Public Service Inc.
- Northern Texas Traction Co. (Fort Worth)
- Omaha & Council Bluffs Street Railway Company
- Pacific Electric Railway Co.
- Railway Equipment & Realty Co. (Oakland, Cal.)
- Philadelphia & Western Railway Co.
- Pittsburgh Railways Co.
- Public Service Coordinated Transport (N.J.)
- St. Louis Public Service Co.
- Tennessee Public Service Co.
- Toronto Transportation Commission
- Virginia Electric and Power Company

Vanuit de industrie waren de volgende bedrijven aangesloten:
- Aluminium Company of America
- American Brake Shoe & Foundry Co.
- Bethlehem Steel Co.
- The J. G. Brill Company
- Carnegie-Illinois Steel Corp.
- The Cincinnati Car Corporation
- Consolidated Car and Coach Co,
- Cummings Car and Coach Co.
- Electric Service Supplies Company
- General Electric Co.
- Gold Car Heating & Lighting Co.
- National Pneumatic Company
- Ohio Brass Co.
- The Pantasote Company Inc.
- Pullman-Standard Car Manufacturing Co.
- Railway Utility Co.
- S. K. F. Industries Inc.
- The Standard Street Works Company
- St. Louis Car Co.
- The Timken-Detroit Axle Co.
- Tool Steel Gear and Pinion Co.
- Tuco Products Corporation
- Twin Coach Company
- Westinghouse Electric and Manufacturing Co.
- Westinghouse Traction Brake Co.